# Marcia Hines

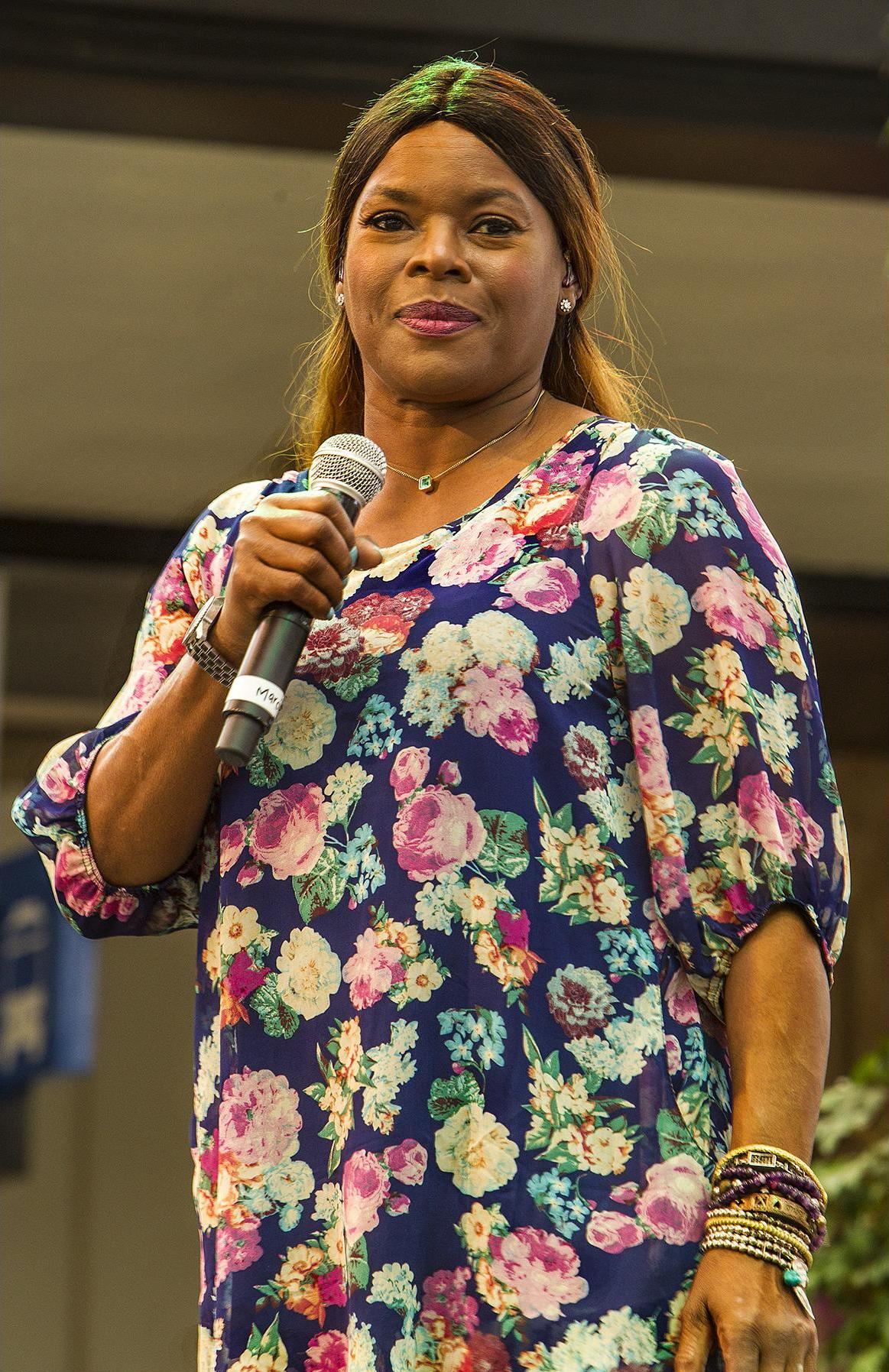
Marcia Hines

Marcia Elaine Hines (Boston, 20 juli 1953), is een Amerikaans-Australische zangeres en tv-persoonlijkheid. Hines maakte op zestienjarige leeftijd haar debuut in de Australische productie van de musical Hair en speelde daarna de rol van Maria Magdalena in Jesus Christ Superstar. Tussen 1975 en 1983 heeft ze zeven albums en meerdere singles uitgebracht. Ze had hiermee nagenoeg alleen succes in Australië en Nieuw-Zeeland. De singles "Your Love Still Brings Me to My Knees" en "Many Rivers to Cross" haalden in 1981 ook de Nederlandse Top 40. Na deze albums stopte ze 10 jaar met nieuwe muziek opnemen. Tussen 2003 en 2009 was ze jurylid bij Australian Idol. Hines is opgenomen in de ARIA Hall of Fame.

## NPO Radio 2 Top 2000
Van Marcia Hines stond alleen Many rivers to cross in 1999 in de NPO Radio 2 Top 2000, op plek 1841.